# Bidi Praing
Bidi Praing is een bestuurslaag in het regentschap Oost-Soemba van de provincie Oost-Nusa Tenggara, Indonesië. Bidi Praing telt 614 inwoners (volkstelling 2010).